# Clytopsis dimidiaticornis
Clytopsis dimidiaticornis là một loài bọ cánh cứng trong họ Cerambycidae.